# Кучешть
Кучешть, Кучешті (рум. Cucești) — село у повіті Вилча в Румунії. Входить до складу комуни Отешань.
Село розташоване на відстані 173 км на північний захід від Бухареста, 26 км на захід від Римніку-Вилчі, 80 км на північ від Крайови, 139 км на південний захід від Брашова.

## Населення
За даними перепису населення 2002 року у селі проживали 272 особи.
Національний склад населення села:
| Національність | Кількість осіб | Відсоток |
| -------------- | -------------- | -------- |
| румуни         | 258            | 94,9%    |
| цигани         | 14             | 5,1%     |

Рідною мовою назвали:
| Мова      | Кількість осіб | Відсоток |
| --------- | -------------- | -------- |
| румунська | 258            | 94,9%    |
| циганська | 14             | 5,1%     |